# 27399 Gehring
27399 Gehring è un asteroide della fascia principale. Scoperto nel 2000, presenta un'orbita caratterizzata da un semiasse maggiore pari a 2,4244415 au e da un'eccentricità di 0,1889238, inclinata di 7,00315° rispetto all'eclittica.